# 小ヶ倉村
小ヶ倉村（こがくらむら）は、長崎県南部の長崎半島にあった村。西彼杵郡に属した。1938年（昭和13年）に小榊村、土井首村、西浦上村とともに長崎市に編入された。
現在の長崎市小ヶ倉地区、及び中央地区の一部にあたる。

## 地理
野母半島（長崎半島）の北部に位置する。
- 山：熊ヶ峰、戸町岳、大久保山
- 河川：鹿尾川、戸町川
- 池沼：小ヶ倉水源地
- 港湾・海域：長崎湾

## 歴史・沿革
- 1889年（明治22年）4月1日 - 町村制施行により、西彼杵郡小ヶ倉村が単独村制にて発足。
  - 戸町村との組合村とし、組合村役場を戸町村に設置。
- 1898年（明治31年）10月1日 - 戸町村の一部（上郷・簑尾郷）を当村に編入[1]。
  - 同日、戸町村の残部が長崎市に編入し、自治体として消滅。戸町村との組合村を解消。
- 1921年（大正10年） - 村内でコレラ患者が9人発生。うち4人が死亡[2]。
- 1926年（大正15年） - 鹿尾川の上流部に建設されていた「小ヶ倉水源地」竣工。
- 1938年（昭和13年）4月1日 - 小榊村、土井首村、西浦上村とともに長崎市に編入し、小ヶ倉村は自治体として消滅。

## 地名
旧来の小ヶ倉村域では彼杵地域の各自治体で見られる郷や名の行政区（地名）を設置していない。また、1889年の町村制施行時に合併を行っていないため、大字も存在しない。このため、戸町村から編入した上郷・簑尾郷を除く地域においては「小ヶ倉村○○番地」のように村名の次に地番を表示する住所表記となる。
- （大字・郷・名なしの区域）[3]
- 上郷 - 1898年、戸町村より編入。
- 簑尾郷 - 1898年、戸町村より編入。

## 名所・旧跡
- 国際海底電線小ヶ倉陸揚庫[4][5]